# 馮晉卿 (崇禎進士)
馮晉卿（17世紀—1641年），字人天，四川瀘州合江縣人，明朝政治人物。

## 生平
馮晉卿是天啟七年（1627年）的舉人，崇禎元年（1628年）成進士，獲授河南道監察御史，彈劾不避權要，十一年（1638年）巡按貴州有風力，能誅殺狡猾者得人心，贖鍰不入私囊，俱用作整修入蜀大道方便行人，又作興地方人才，以等第分別奬勸，離任後人民立像祭祀，著有《天符笈草》流傳，石陽明洞亦有其石刻，死後追贈太僕寺少卿，入祀名宦祠。

## 引用
1. 1 2  同治《合江縣志·卷三十八·人物志》：馮晉卿 字人天，崇禎戊辰進士，厯河南道監察御史，彈劾不避權要，巡按貴州，剔除弊政，課士講學，又請贖鍰創修入蜀路，商賈稱便，繡像以祀，崇祀名宦，著有《天符笈草》，見《貴州通志》。
2. ↑  嘉慶《四川通志·卷一百十七·選舉志六》：舉人……天啟七年丁卯科……馮晉卿，合江人
3. ↑  同治《合江縣志·卷三十六·封蔭》：〈贈戊辰進士馮晉卿為太僕寺少卿誥〉 制曰……原任河南道監察御史馮晉卿……贈爾為太僕寺少卿錫之誥命……崇禎十四年
4. ↑  民國《貴州通志·卷九十四·宦蹟志七》：馮晉卿，合江人，天啟二年【崇禎元年】進士，崇禎十一年巡按貴州，以風紀自持，彈劾罔有枉撓，誅鋤豪猾悉當人心，積贖鍰不以入囊，悉以修入蜀大道，垂數百里行者便之，及其去也百姓肖像祀之；道旁又好作育人才，常躬課士子，差其等第而奬勸之，所成就者甚多，著有《天符笈草》行世，又嘗刻石陽明洞，亦能文之士也，卒後請祀名宦。 貴陽志